# 센트럴시티 (건축물)
센트럴시티(Central City)는 서울특별시 서초구 반포동에 있는 복합 건물이다. 백화점, 영화관, 종합터미널, 호텔 등이 이 건물 안에 있으며, 단일 건축물로는 대한민국에서 건평이 가장 넓다. 흔히 이 건물의 호남방면 터미널과 바로 옆의 경부선·영동선·구마선 노선을 운영하는 서울고속버스터미널을 묶어 강남터미널이라고 부른다. 고속버스 전산망상의 터미널 번호는 020이다.

## 개요
본래 센트럴시티는 1970년대 강남 개발의 일환으로 강북 지역에서 고속버스 회사별로 운영하였던 호남선·영동선 고속버스 터미널 및 시외버스 터미널을 통합하여 이전한 자리다. 1973년에 율산그룹이 터미널 건축 허가를 얻었으나 1979년에 율산그룹이 해체된 후 20년 간 터미널 건축이 지연되었고, 2000년 9월 1일이 되어서야 터미널과 백화점을 포함한 현재의 건물을 완공하였다. 함께 있었던 시외버스 터미널은 이전 후 이 지역이 매우 혼잡하다는 지적을 받아 1970년대에 인근 지역으로 이전하였으며 (현 서울남부버스터미널), 영동선 고속버스 터미널은 센트럴시티 개장 직후인 2000년 7월 20일부터 서울고속버스터미널로 이전하였다. 현재 센트럴시티의 터미널은 호남선 전국고속버스운송사업조합 소속노선, 충남·강원·경북 일부 지역(안동, 영주, 예천)으로 운행하는 시외버스의 서울 기·종점으로 쓰이다가 그 중 강원 및 경북 지역 시외버스 노선들도 신세계가 서울고속버스터미널을 인수한 후 서울고속버스터미널로 이전했다.
본래는 통일교 소유의 건물이었으나, 인천종합버스터미널 내에 입점하고 있었던 신세계백화점이 롯데백화점과 인천광역시 사이에 롯데가 터미널을 인수하기로 한 계약으로 인해 신세계와 롯데 간의 공방이 있었고, 결국 인천종합버스터미널 건물 및 부지를 롯데백화점이 인천광역시로부터 인수하는 건이 확정되자 센트럴시티 내에 강남점을 입점하고 있었던 신세계가 상권을 지키기 위해 통일교로부터 센트럴시티를 매수했다. 이에 따라 현재는 신세계그룹 계열사인 주식회사 신세계센트럴시티 소유 건물이다.
기존 서울고속버스터미널의 대주주였던 금호산업 소유의 지분이 2013년 4월 1일자로 주식회사 신세계센트럴시티 소유로 넘어감에 따라 서울고속버스터미널을 계열사로 두게 되었다. 이후 서울고속버스터미널 5층에 신세계백화점 본사가 들어왔다.
본래는 이지티켓의 전산망을 이용해 왔다가, 2017년 6월 말에 코버스 전산망으로 통합했다.

## 시설
- 센트럴시티(서울호남) 터미널
- 메가박스 센트럴
- 신세계백화점 강남점
- JW 메리어트 호텔 서울
- 우리은행 센트럴시티지점
- 신세계 면세점 강남점

## 승차홈
승차홈을 정면으로 바라봤을 때 기준으로 왼쪽부터 번호가 시작된다.
| 출발홈 | 행선지                                                                   |
| ------ | ------------------------------------------------------------------------ |
| 1      | 예비                                                                     |
| 2      | 예비                                                                     |
| 3      | 예비                                                                     |
| 4      | 예비                                                                     |
| 5      | 예비                                                                     |
| 6      | 녹동(고흥), 보성(벌교), 곡성(옥과), 화순(능주), 장흥(영암, 회진, 노력항) |
| 7      | 지도(무안, 해제), 완도, 진도(남악), 해남, 함평(장성, 문장, 삼호)         |
| 8      | 광주                                                                     |
| 9      | 광주                                                                     |
| 10     | 광주                                                                     |
| 11     | 광주                                                                     |
| 12     | 광주                                                                     |
| 13     | 목포                                                                     |
| 14     | 예비                                                                     |
| 15     | 익산                                                                     |
| 16     | 정읍(태인), 담양, 영산포(나주)                                           |
| 17     | 강진, 남원, 김제(완주, 애통리)                                           |
| 18     | 순천                                                                     |
| 19     | 여수(여천), 동광양(광양)                                                 |
| 20     | 예비                                                                     |
| 21     | 유성, 신탄진역(2025년 8월 13일 정차)                                     |
| 22     | 논산(연무대), 영광                                                       |
| 23     | 예비                                                                     |
| 24     | 군산                                                                     |
| 25     | 전주                                                                     |
| 26     | 전주                                                                     |
| 27     | 전주                                                                     |
| 28     | 전주                                                                     |
| 29     | 부안, 고창(흥덕), 진안(봉동), 순창(전북강진)                             |
| 30     | 예비                                                                     |
| 31     | 충주, 괴산(증평)                                                         |
| 32     | 청주시외(보은, 속리산), 청주대(청주공항)                                 |
| 33     | 예비                                                                     |
| 34     | 당진(기지시), 태안, 안면도(창기리)                                       |
| 35     | 보령, 예산(덕산스파), 청양(정산), 홍성(내포시)                           |
| 36     | 서산                                                                     |
| 37     | 예비                                                                     |
| 38     | 예비                                                                     |
| 39     | 예비                                                                     |

## 운행 노선

### 강원권
- 2017년 8월 1일부터 홍천, 춘천, 철원(포천, 운천, 신철원 경유) 노선이 서울고속버스터미널로 이전되었다.[5]
- 2017년 11월 1일부터 영월 방면 노선이 서울고속버스터미널로 이전되어 더 이상 운행되는 강원권 노선이 없다.[6]

### 충청권
2017년 4월 14일부터 유성행 노선이 대전청사를 경유하지 않는다. 대전청사 경유 유성행 노선의 폐지 횟수만큼 서울경부  ↔  대전청사 노선이 증회됐다.
| 운행 노선           | 운행업체                   | 운행구간 | 운행구간 | 운행구간 | 경유지                        | 배차 간격 | 시간표                                                               |
| ------------------- | -------------------------- | -------- | -------- | -------- | ----------------------------- | --------- | -------------------------------------------------------------------- |
| 서울호남 ↔ 괴산     | 경기고속                   | 서울호남 | ↔        | 괴산     | 증평                          | 11회      | 첫차:06:40(서울호남 기준) 막차:19:50(서울호남 기준)                  |
| 서울호남 ↔ 당진     | 대원고속 충남고속 한양고속 | 서울호남 | ↔        | 당진     | 기지시리                      | 15~25분   | 첫차:06:00(서울호남 기준) 막차:21:55(서울호남 기준)                  |
| 서울호남 ↔ 보령     | 충남고속 한양고속          | 서울호남 | ↔        | 보령     | 무정차                        | 30~60분   | 첫차:06:00(서울호남 기준) 막차:21:50(서울호남 기준)                  |
| 서울호남 ↔ 서산     | 충남고속 한양고속          | 서울호남 | ↔        | 서산     | 무정차                        | 20~40분   | 첫차:06:05(서울호남 기준) 막차:22:05(서울호남 기준(월~일))           |
| 서울호남 ↔ 속리산   | 새서울고속                 | 서울호남 | ↔        | 속리산   | 청주시외, 보은                | 4회       | 07:00, 10:30, 14:30, 17:30                                           |
| 서울호남 ↔ 안면도   | 충남고속 한양고속          | 서울호남 | ↔        | 안면도   | 창기리                        | 7회       | 07:40, 09:05, 11:05, 12:45, 14:05, 16:40, 18:00                      |
| 서울호남 ↔ 연무대   | 금호고속                   | 서울호남 | ↔        | 연무대   | 정안, 논산                    | 45분      | 첫차:06:30(서울호남 기준) 막차:22:45(서울호남 기준)                  |
| 서울호남 ↔ 덕산     | 충남고속                   | 서울호남 | ↔        | 덕산     | 예산                          | 5회       | 07:10, 10:10, 14:10, 17:10, 20:30                                    |
| 서울호남 ↔ 유성     | 금호고속                   | 서울호남 | ↔        | 유성     | 무정차                        | 15분      | 첫차:05:30(서울호남 기준) 막차:23:55(서울호남 기준)                  |
| 서울호남 ↔ 청양     | 충남고속                   | 서울호남 | ↔        | 청양     | 정산                          | 6회       | 07:20, 10:20, 12:50, 15:40, 17:50, 19:40                             |
| 서울호남 ↔ 청주대   | 서울고속 새서울고속        | 서울호남 | ↔        | 청주대   | 청주국제공항 / 청주북부(오창) | 30~60분   | 첫차:06:40(서울호남 기준) 막차:23:30(서울호남 기준)                  |
| 서울호남 ↔ 청주시외 | 서울고속 새서울고속        | 서울호남 | ↔        | 청주시외 | 무정차                        | 30~90분   | 첫차:07:00(서울호남 기준) 막차:22:00(서울호남 기준)                  |
| 서울호남 ↔ 충주     | 경기고속 대원고속          | 서울호남 | ↔        | 충주     | 교통대                        | 20~30분   | 첫차:06:00(서울호남 기준) 막차:23:00(서울호남 기준)                  |
| 서울호남 ↔ 태안     | 한양고속 충남고속          | 서울호남 | ↔        | 태안     | 무정차                        | 60분      | 첫차:07:20(서울호남 기준) 막차:20:20(서울호남 기준)                  |
| 서울호남 ↔ 홍성     | 충남고속                   | 서울호남 | ↔        | 홍성     | 내포시                        | 10회      | 06:40, 08:40, 10:10, 12:40, 14:20, 15:20, 16:40, 18:40, 20:40, 21:30 |

### 호남권
| 운행 노선         | 운행업체                            | 운행구간 | 운행구간 | 운행구간 | 경유지                                 | 배차 간격                  | 시간표                                                                                      |
| ----------------- | ----------------------------------- | -------- | -------- | -------- | -------------------------------------- | -------------------------- | ------------------------------------------------------------------------------------------- |
| 서울호남 ↔ 강진   | 금호고속 중앙고속 천일고속          | 서울호남 | ↔        | 강진     | 정안                                   | 5회                        | 07:30, 09:05, 10:30, 11:50, 17:30                                                           |
| 서울호남 ↔ 고창   | 전북고속 호남고속 대한고속          | 서울호남 | ↔        | 고창     | 흥덕                                   | 45~60분                    | 첫차:07:00(서울호남 기준) 막차:19:00(서울호남 기준)                                         |
| 서울호남 ↔ 동광양 | 금호고속                            | 서울호남 | ↔        | 동광양   | 광양                                   | 10회                       | 07:10, 08:40, 11;30, 13:10, 15:00, 16:30, 17;30, 19:10, 20:10, 22:20                        |
| 서울호남 ↔ 광주   | 금호고속 중앙고속                   | 서울호남 | ↔        | 광주     | 정안, 비아                             | 5~30분                     | 첫차:05:30(서울호남 기준) 막차:01:00(서울호남 기준(월~목)) 막차:02:00(서울호남 기준(금~일)) |
| 서울호남 ↔ 군산   | 금호고속 중앙고속 천일고속          | 서울호남 | ↔        | 군산     | 정안, 대야                             | 15~30분                    | 첫차:05:30(서울호남 기준(월)) 첫차:06:00(서울호남 기준(화~일)) 막차:23:50(서울호남 기준)    |
| 서울호남 ↔ 김제   | 금호고속                            | 서울호남 | ↔        | 김제     | 정안, 전북혁신도시, 행정연수원, 애통리 | 4~5회                      | 평일:06:40, 10:40, 14:40, 19:00 주말:06:40, 10:40, 12:05, 14:40, 19:00                      |
| 서울호남 ↔ 남원   | 금호고속 삼화고속                   | 서울호남 | ↔        | 남원     | 정안                                   | 평일:50~80분 토,일:50~60분 | 첫차:06:00(서울호남 기준) 막차:22:20(서울호남 기준)                                         |
| 서울호남 ↔ 노력항 | 금호고속                            | 서울호남 | ↔        | 노력항   | 영암, 장흥, 회진                       | 1회                        | 08:00                                                                                       |
| 서울호남 ↔ 녹동   | 금호고속                            | 서울호남 | ↔        | 녹동     | 정안, 고흥                             | 5회                        | 08:00, 09:30, 14:40, 16:00, 17:30                                                           |
| 서울호남 ↔ 담양   | 금호고속 중앙고속                   | 서울호남 | ↔        | 담양     | 정안                                   | 4회                        | 08:10, 11:10, 14:10, 17:10                                                                  |
| 서울호남 ↔ 목포   | 금호고속                            | 서울호남 | ↔        | 목포     | 정안                                   | 30~40분                    | 첫차:06:00(서울호남 기준) 막차:23:55(서울호남 기준(월~목)) 막차:01:00(서울호남 기준(금~일)) |
| 서울호남 ↔ 보성   | 금호고속                            | 서울호남 | ↔        | 보성     | 정안, 벌교                             | 1~2회                      | 08:10, 15:10                                                                                |
| 서울호남 ↔ 부안   | 호남고속                            | 서울호남 | ↔        | 부안     | 무정차                                 | 40~60분                    | 첫차:06:50(서울호남 기준) 막차:19:30(서울호남 기준)                                         |
| 서울호남 ↔ 삼호   | 금호고속                            | 서울호남 | ↔        | 삼호     | 장성, 문장, 함평                       | 3회                        | 08:35, 14:30, 16:40                                                                         |
| 서울호남 ↔ 순창   | 전북고속 호남고속                   | 서울호남 | ↔        | 순창     | 무정차                                 | 5회                        | 09:30, 10:30, 13:30, 14:45, 16:10                                                           |
| 서울호남 ↔ 순천   | 금호고속 천일고속                   | 서울호남 | ↔        | 순천     | 정안, 순천대학교, 신대지구             | 30~40분                    | 첫차:06:10(서울호남 기준) 막차:23:30(서울호남 기준)                                         |
| 서울호남 ↔ 여수   | 금호고속 천일고속                   | 서울호남 | ↔        | 여수     | 정안, 여천                             | 40~60분                    | 첫차:06:20(서울호남 기준) 막차:24:00(서울호남 기준)                                         |
| 서울호남 ↔ 영광   | 금호고속 중앙고속 천일고속          | 서울호남 | ↔        | 영광     | 정안                                   | 50~70분                    | 첫차:07:00(서울호남 기준) 막차:22:00(서울호남 기준)                                         |
| 서울호남 ↔ 영산포 | 금호고속 중앙고속                   | 서울호남 | ↔        | 영산포   | 정안, 나주                             | 4회                        | 07:10, 10:10, 12:35, 18:35                                                                  |
| 서울호남 ↔ 옥과   | 금호고속                            | 서울호남 | ↔        | 옥과     | 곡성                                   | 1회                        | 15:00                                                                                       |
| 서울강남 ↔ 완도   | 한일고속                            | 서울호남 | ↔        | 완도     | 정안, 원동                             | 4회                        | 08:10, 10:20, 15:10, 17:20                                                                  |
| 서울호남 ↔ 익산   | 금호고속                            | 서울호남 | ↔        | 익산     | 정안, 팔봉동, 익산공단                 | 평일:30분 토,일:20~30분    | 첫차:05:30(서울호남 기준) 막차:22:30(서울호남 기준(월~금)) 막차:23:20(서울호남 기준(토,일)) |
| 서울호남 ↔ 장흥   | 금호고속                            | 서울호남 | ↔        | 장흥     | 영암                                   | 4회                        | 08:00, 10:30, 14:40, 16:50                                                                  |
| 서울호남 ↔ 장흥   | 금호고속                            | 서울호남 | ↔        | 장흥     | 능주, 화순, 장성                       | 2회                        | 09:00, 15:30                                                                                |
| 서울호남 ↔ 장흥   | 금호고속                            | 서울호남 | ↔        | 장흥     | 구례                                   | 1회                        | 09:20                                                                                       |
| 서울호남 ↔ 전주   | 금호고속 동양고속 중앙고속 천일고속 | 서울호남 | ↔        | 전주     | 정안, 호남제일문                       | 5~20분                     | 첫차:05:30(서울호남 기준) 막차:24:00(서울호남 기준)                                         |
| 서울호남 ↔ 정읍   | 중앙고속                            | 서울호남 | ↔        | 정읍     | 정안                                   | 40~50분                    | 첫차:07:00(서울호남 기준) 막차:21:30(서울호남 기준(월~목)) 막차:22:30(서울호남 기준(금~일)) |
| 서울호남 ↔ 정읍   | 중앙고속                            | 서울호남 | ↔        | 정읍     | 정안, 태인                             | 3회                        | 월~금:07:00, 12:20, 15:00 토~일:07:00, 12:30, 14:00                                         |
| 서울호남 ↔ 지도   | 금호고속                            | 서울호남 | ↔        | 지도     | 무안, 해제                             | 2회                        | 07:30, 16:20                                                                                |
| 서울호남 ↔ 진도   | 금호고속                            | 서울호남 | ↔        | 진도     | 정안 (우등)                            | 2회                        | 09:00, 17:35                                                                                |
| 서울호남 ↔ 진도   | 금호고속                            | 서울호남 | ↔        | 진도     | 무안, 남악 (우등)                      | 2회                        | 07:55, 15:30                                                                                |
| 서울호남 ↔ 진안   | 전북고속 호남고속                   | 서울호남 | ↔        | 진안     | 봉동                                   | 2회                        | 10:10, 15:10                                                                                |
| 서울호남 ↔ 해남   | 금호고속                            | 서울호남 | ↔        | 해남     | 정안                                   | 6회                        | 07:30, 09:10, 11:00, 14:00, 16:00, 17:55                                                    |

### 영남권
- 2017년 7월 1일부터 영덕(안동 경유), 영주(풍기 경유), 예천(경북도청 경유), 온정(울진,평해 경유) 노선이 서울고속버스터미널로 이전되어 더 이상 센트럴시티에 운행되는 영남권 노선이 없다.[24]

## 사진 모음

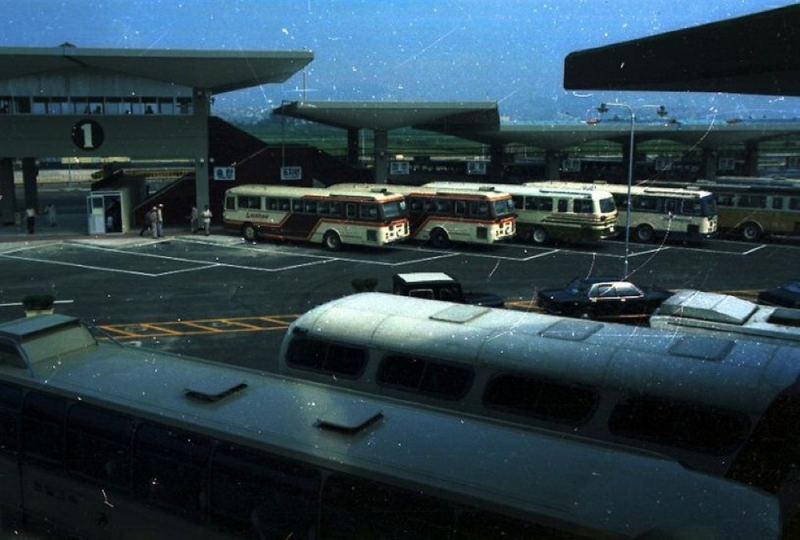
1976년 터미널 공사로 임시 건물에서 영업할 당시 모습
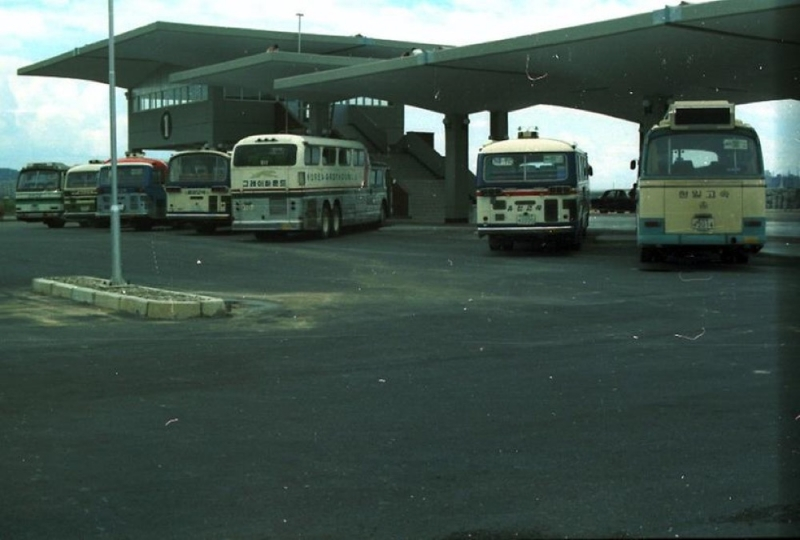
1976년 터미널 공사로 임시 건물에서 영업할 당시 모습
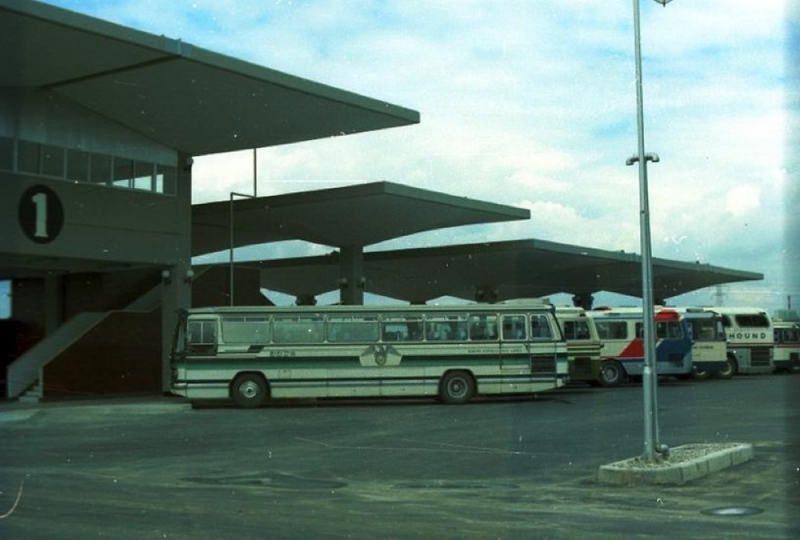
1976년 터미널 공사로 임시 건물에서 영업할 당시 모습
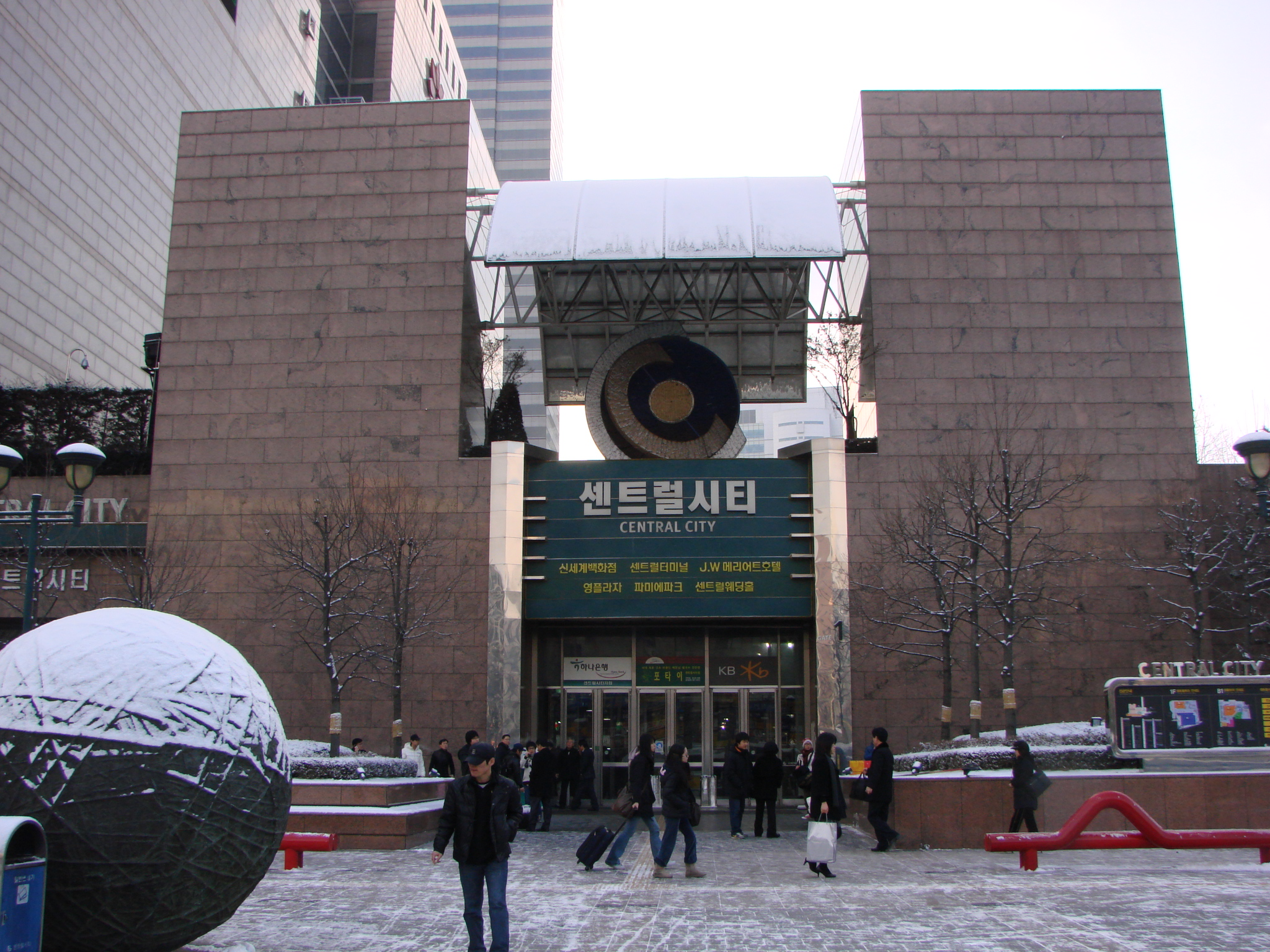
센트럴시티 건물의 지상문
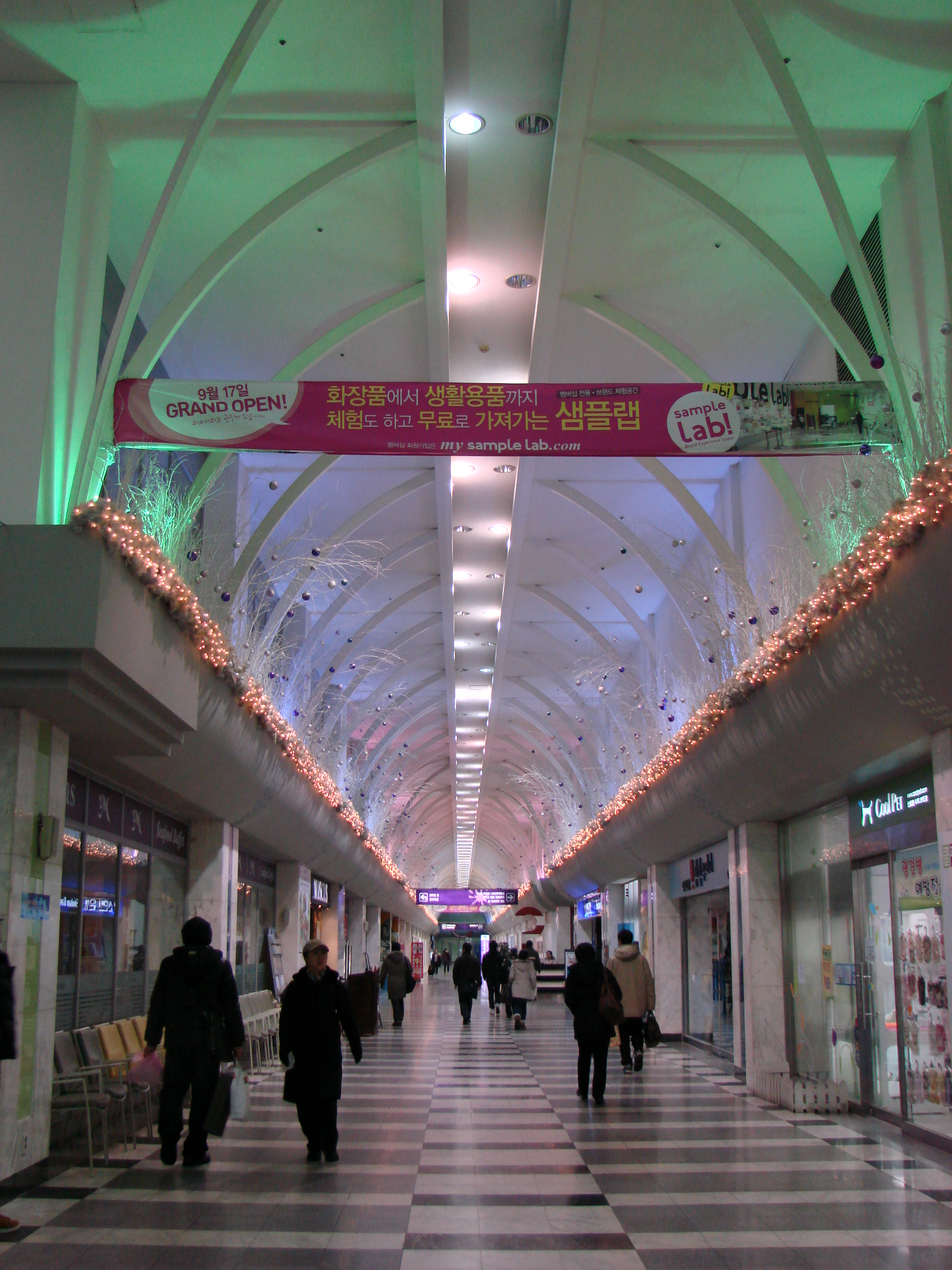
서울 지하철 7호선 고속터미널역에서 센트럴시티로 통하는 지하 통로
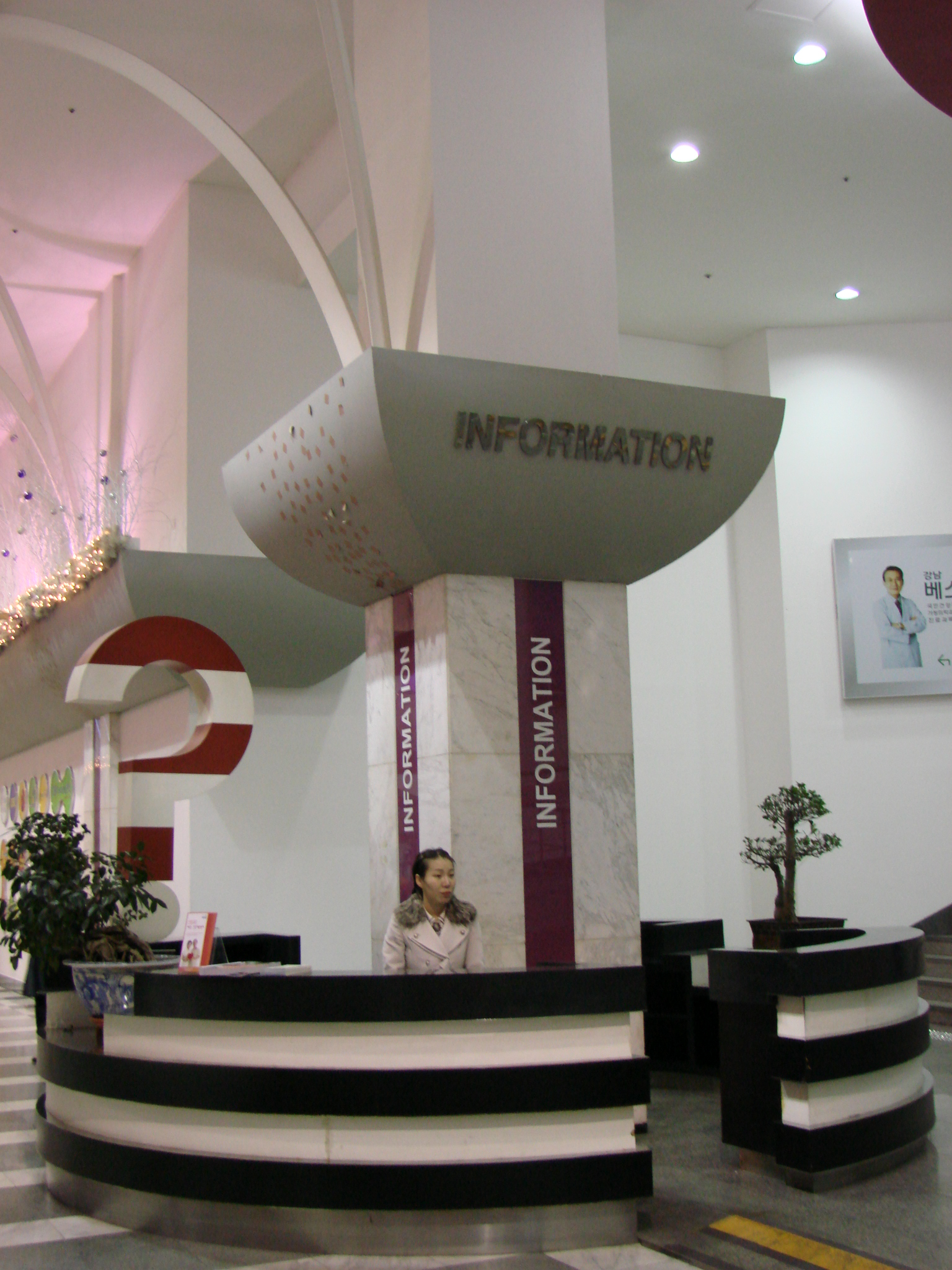
고속터미널역 지하 통로에 위치한 센트럴시티 안내소
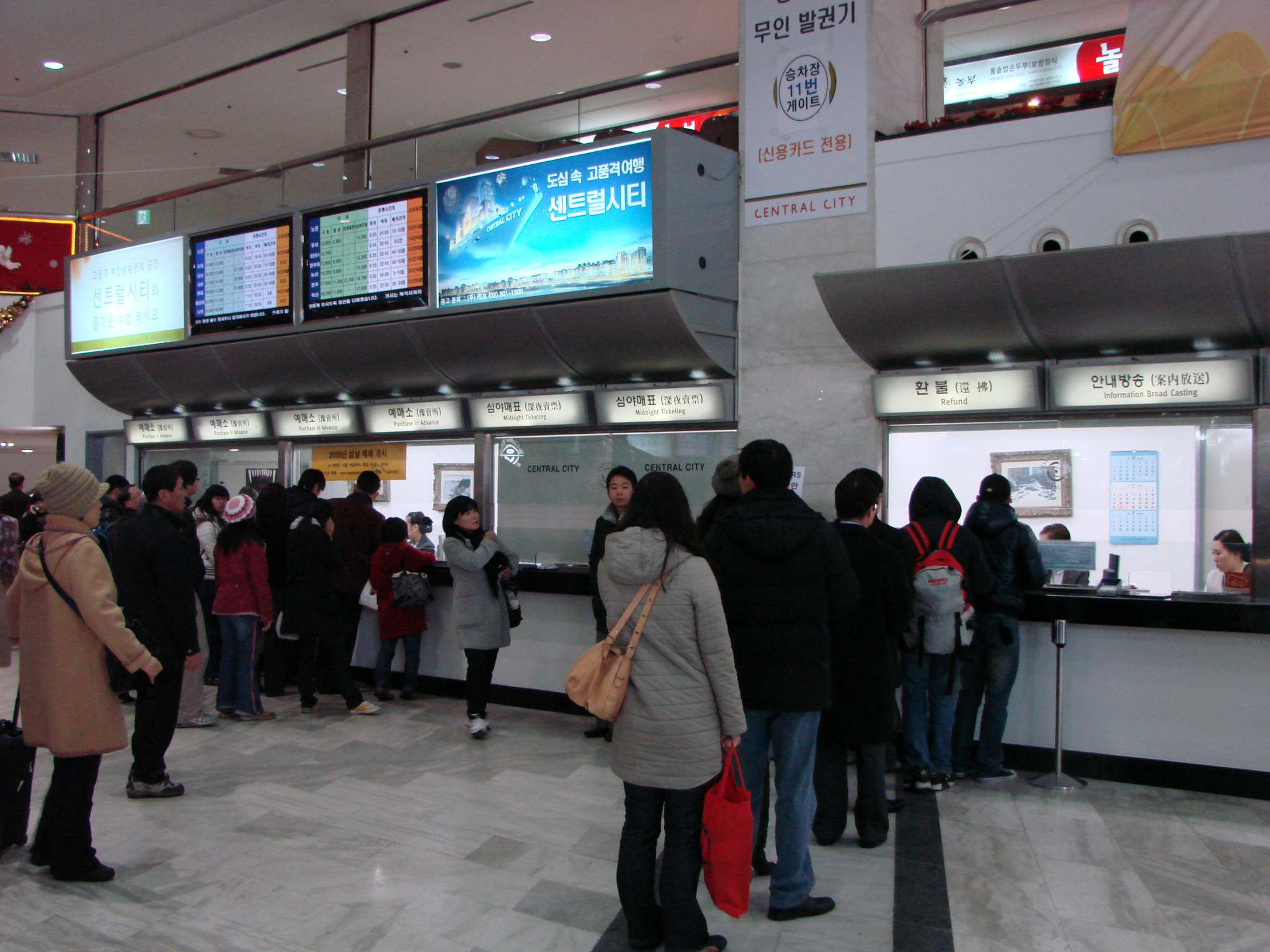
센트럴시티 호남선 매표소
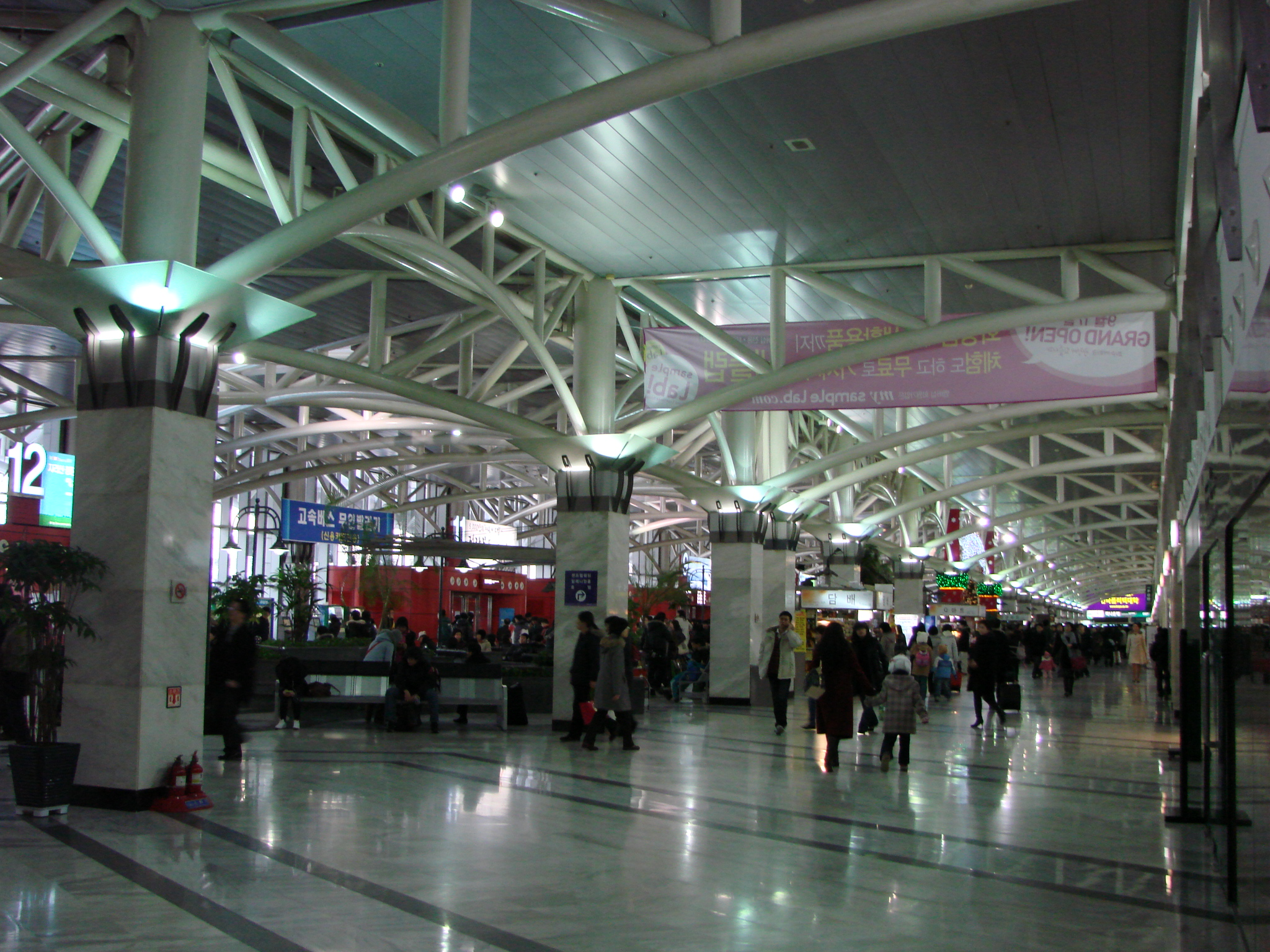
센트럴시티 호남선 승차장
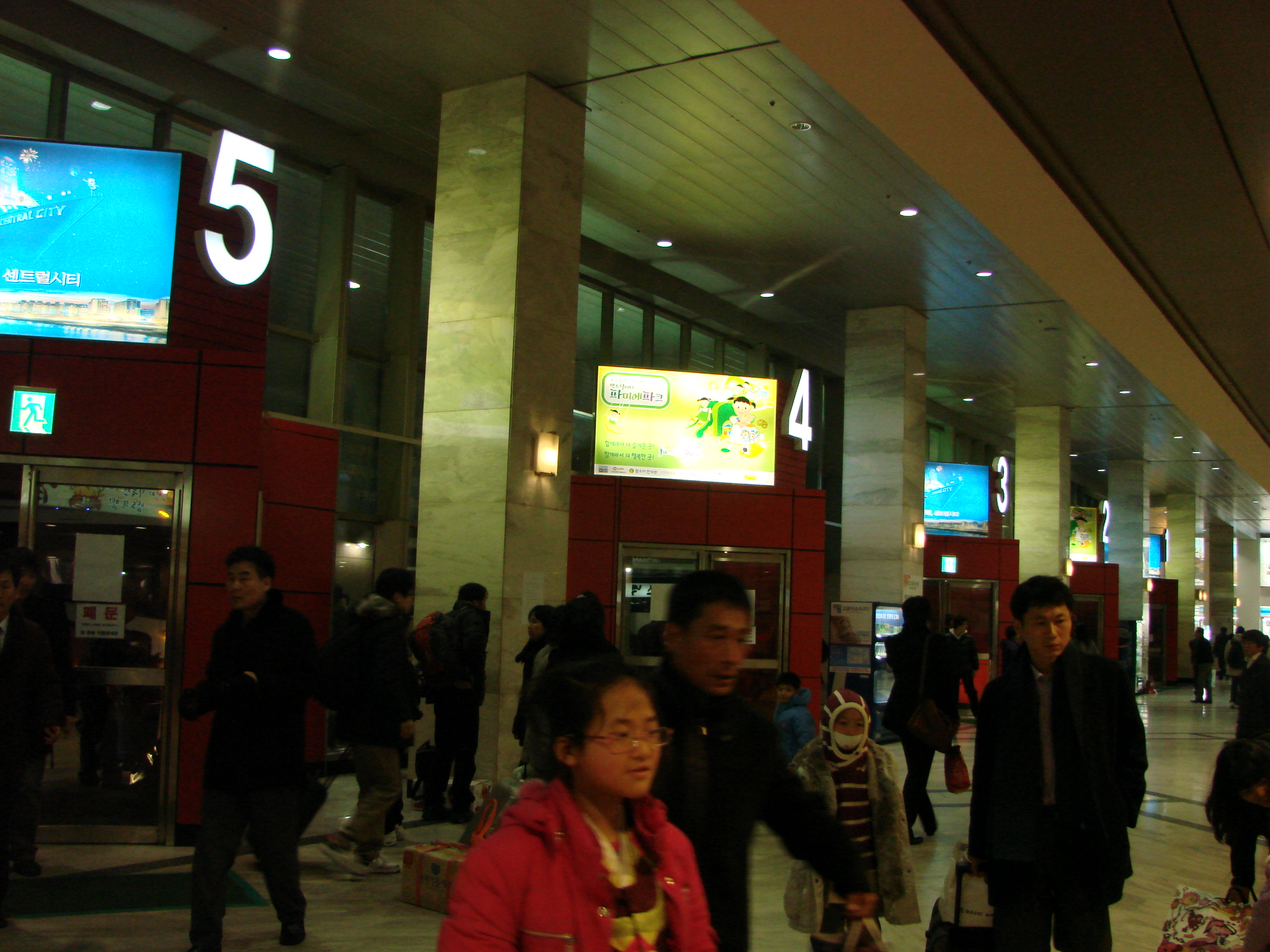
센트럴시티 호남선 하차장
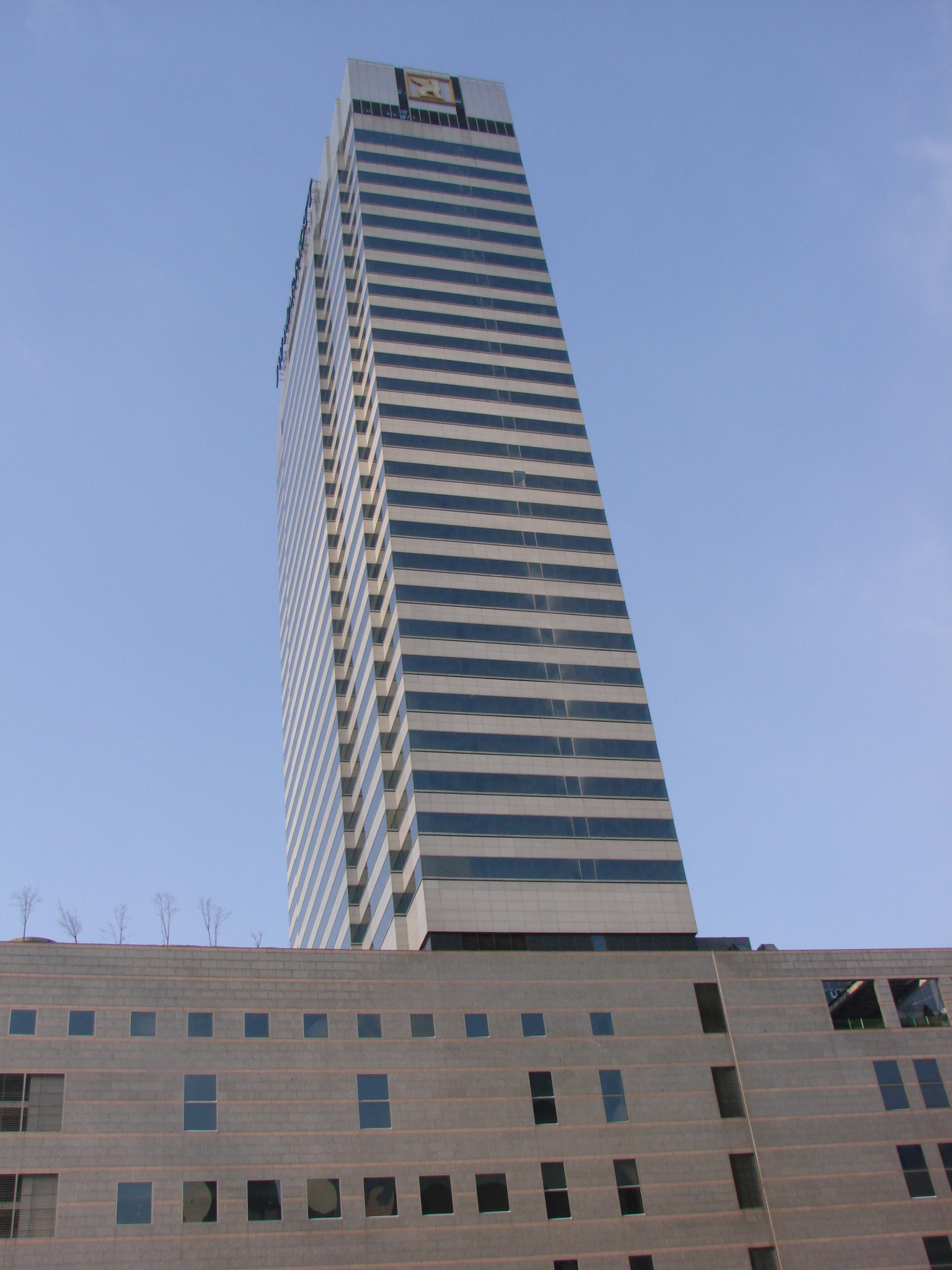
메리어트 호텔. 센트럴시티 건물 위에 바로 올라가 있다.
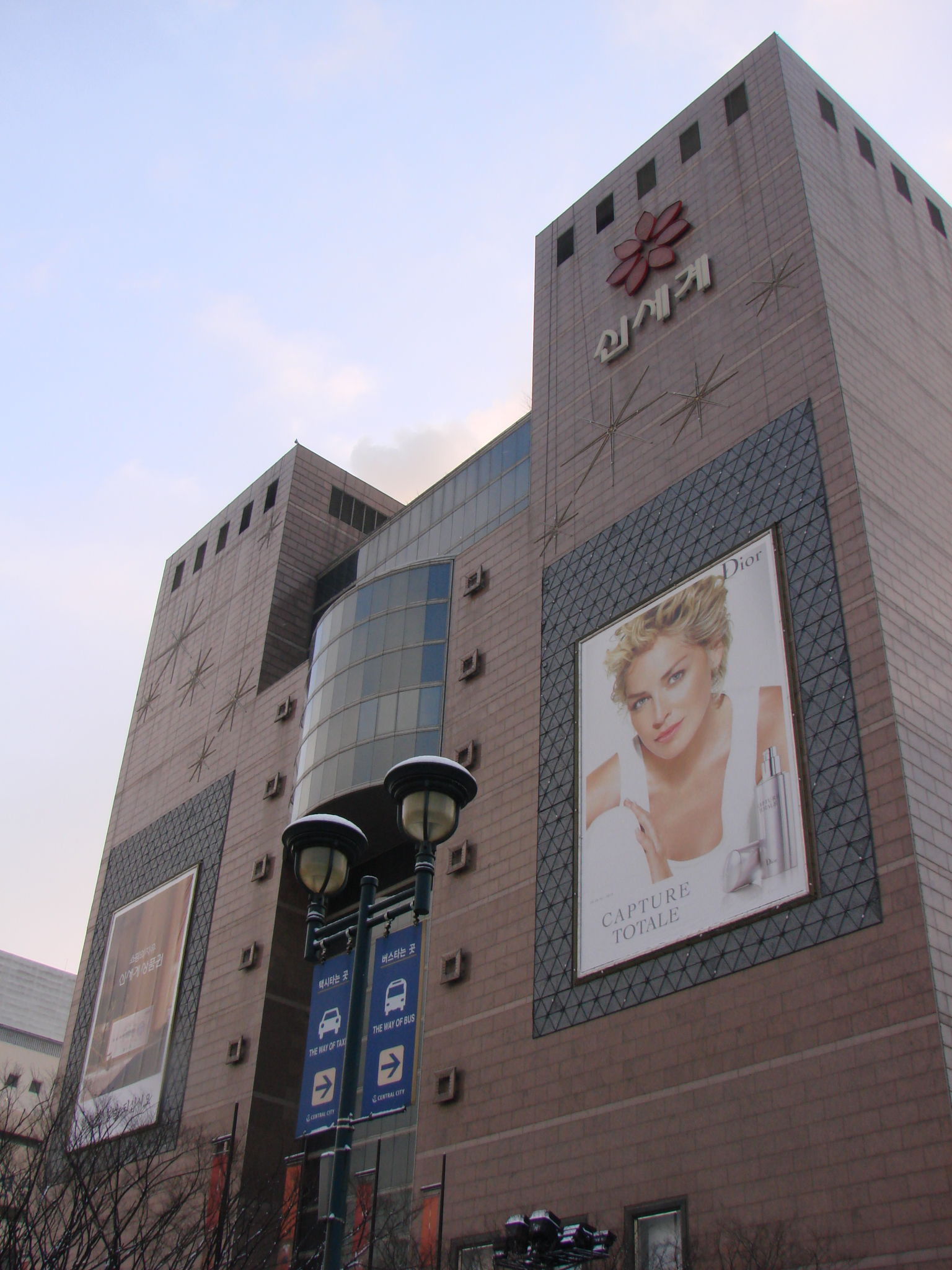
신세계 백화점 강남점. 센트럴시티와 같은 건물을 쓴다.
신세계 백화점 강남점의 정문
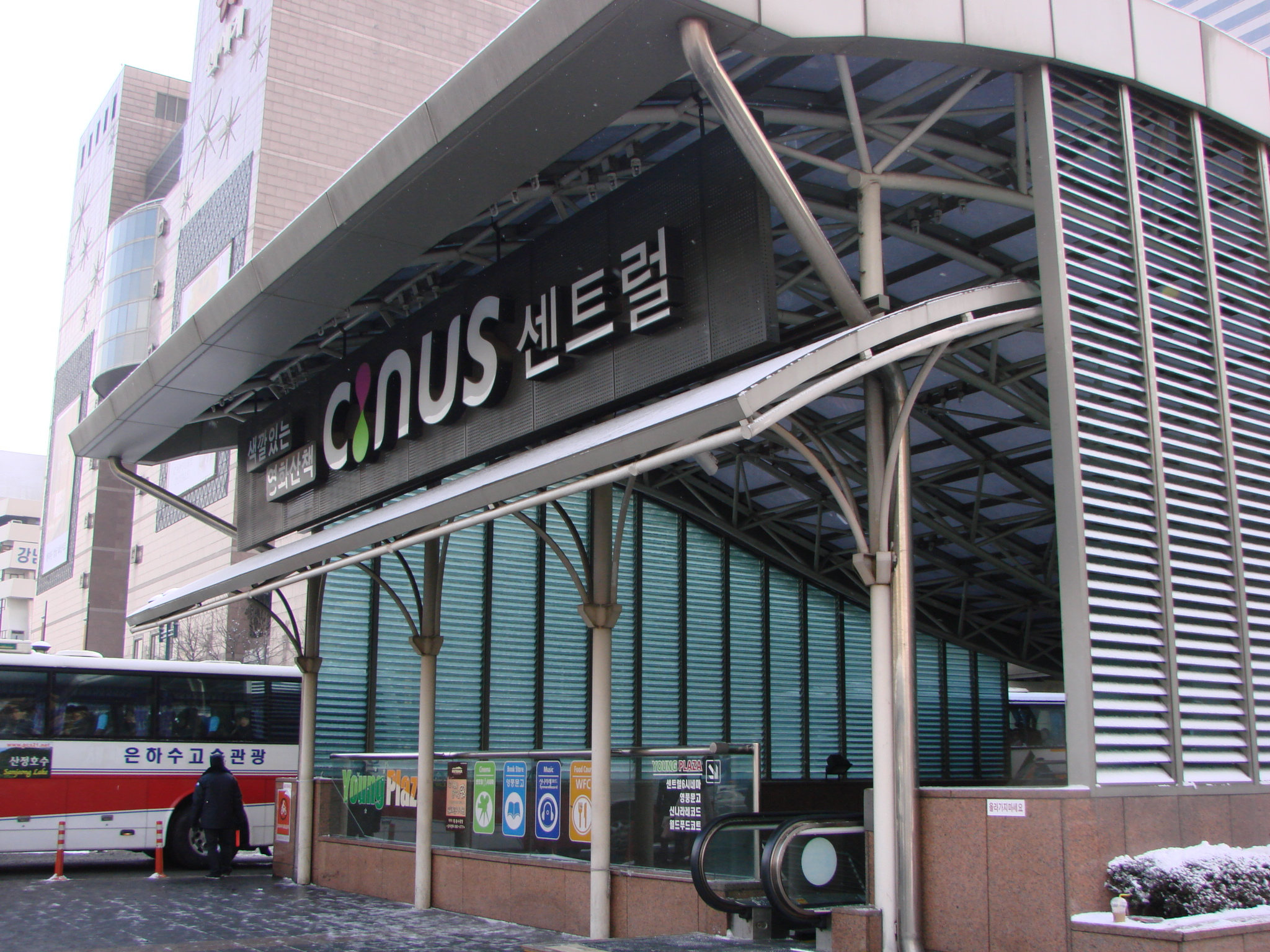
센트럴시티 건물에 위치하고 있는 영화관
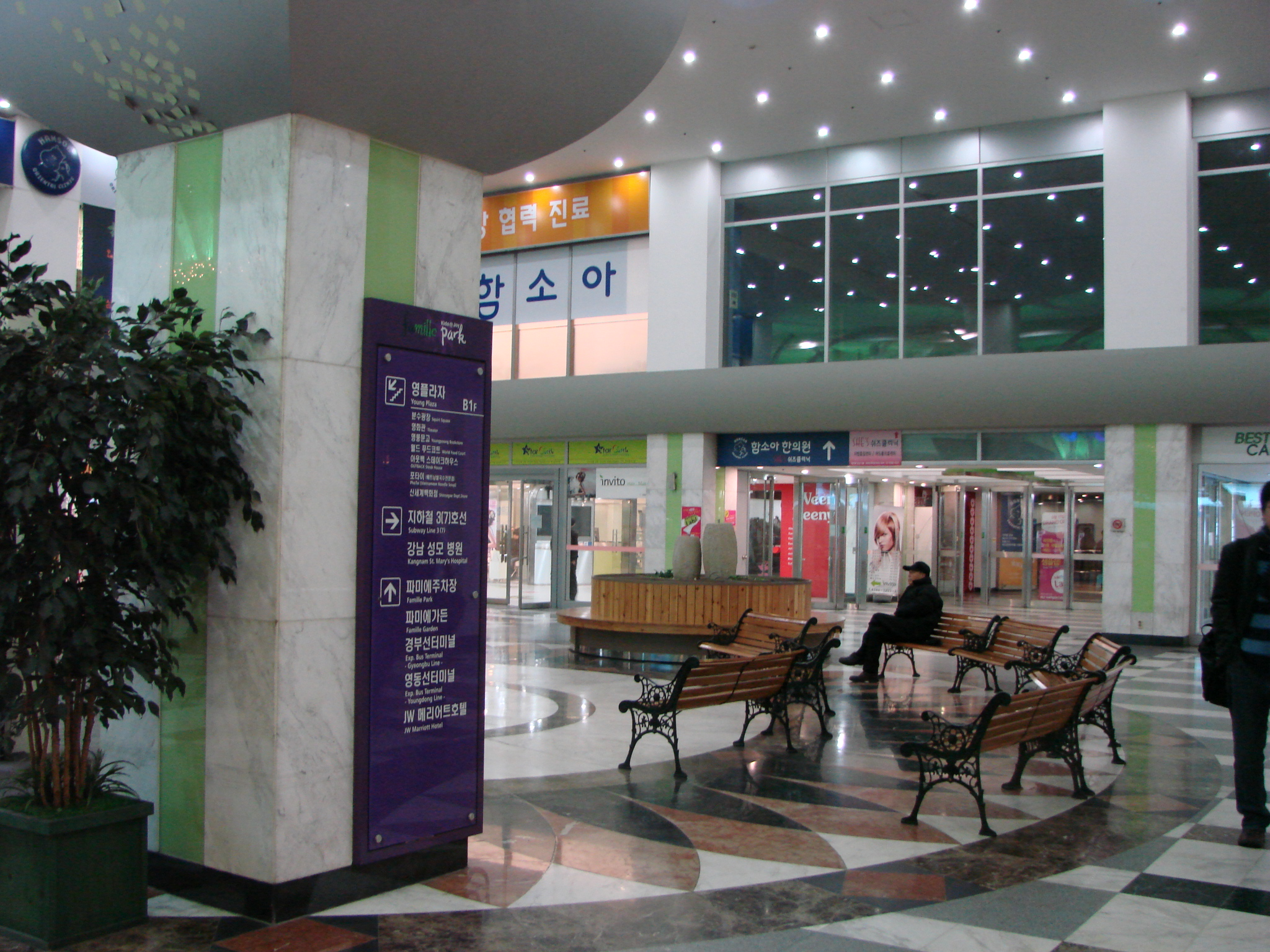
서울 지하철 7호선과 서울고속버스터미널의 직결 통로에 위치하고 있는 시설
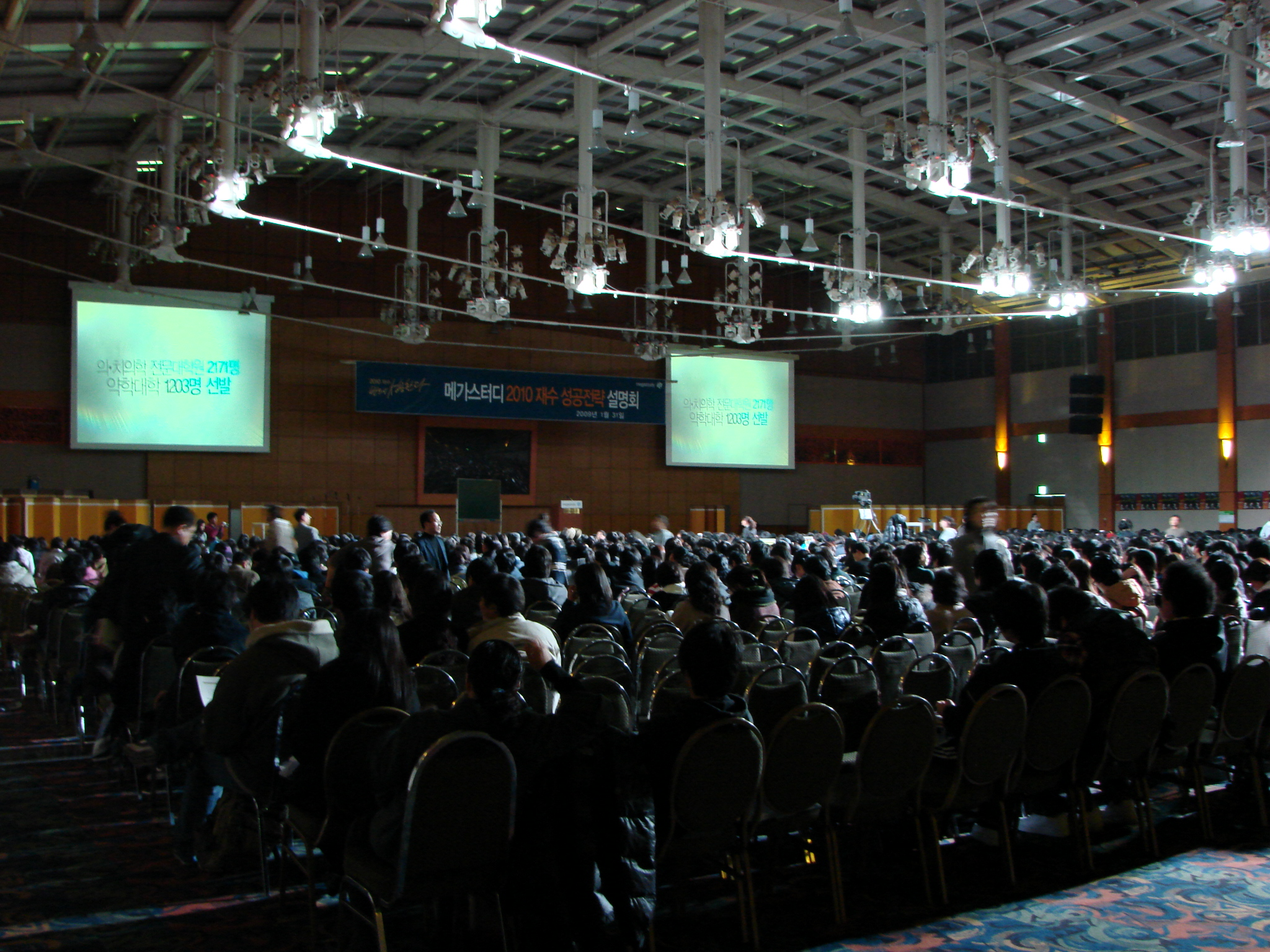
센트럴시티 밀레니엄홀. 센트럴시티 6층에 위치하고 있다.
서울 지하철 7호선과 서울고속버스터미널의 직결 통로에 위치하고 있는 시설
센트럴시티와 사평로의 야경

## 기타
- 2000년 4월 16일 롯데리아가 이 곳에 개점함으로써 500호점을 돌파하였다.[25]
- 개장한지 얼마 되지 않아 어음을 결제하지 못해 2000년 11월 30일에 1차 부도가 나서 최종 부도 위기까지 갔으나[26], 다음 날 가까스로 어음을 결제하면서 부도 위기를 넘겼다.[27]